# 查理一世狩猎像

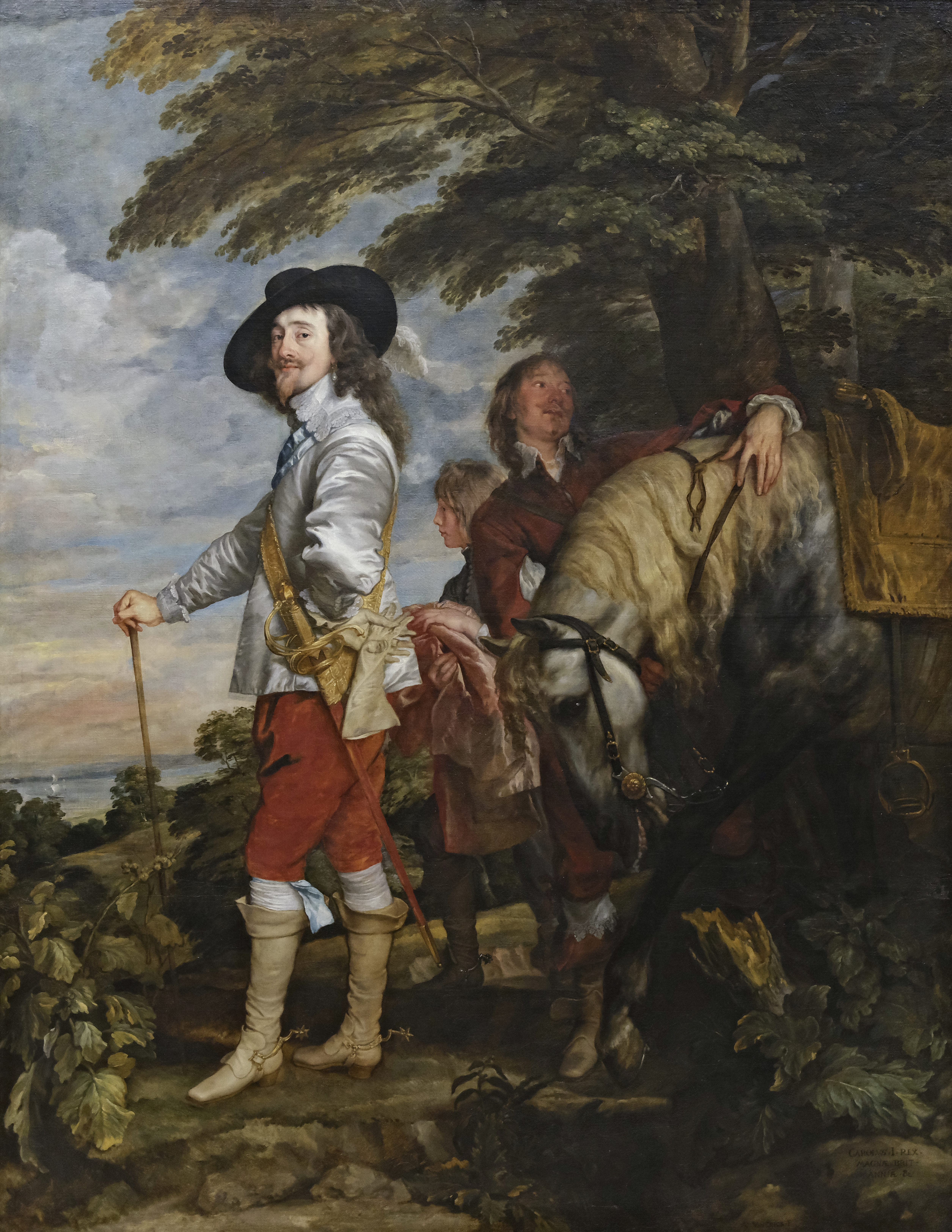
《查理一世狩猎像》

《查理一世狩猎像》是 安东尼·范戴克 创作的一幅布面油画，绘制于1635年，现藏于巴黎卢浮宫。它描绘了身穿便服的查理一世 一手叉腰，站在一匹马旁边，仿佛正在打猎，卢浮宫评价为“绅士的冷漠与帝王般的自信之间的微妙妥协”。 